# إدي وولد
إدي وولد (بالإنجليزية: Eddie Wold)‏ هو لاعب الجسر ‏ أمريكي، ولد في 1951.